# La Veine (film, 1962)
Pour les articles homonymes, voir La Veine.
Pour plus de détails, voir Fiche technique et Distribution.
La Veine (La cuccagna) est un film italien réalisé par Luciano Salce et sorti en 1962,.
En 2008, le film est restauré et projeté dans le cadre de la rétrospective Questi fantasmi: Cinema italiano ritrovato de la Mostra de Venise 2008

## Synopsis
Rossella est une jeune romaine qui termine ses études secondaires et ne veut pas rester cloîtrée dans la maison de ses parents à attendre le mariage. Elle vit dans une famille de la classe moyenne populaire. Sa seule distraction est de visionner l'émission Carosello à la télévision et de passer du temps avec son frère homosexuel. Déterminée à chercher du travail, Rossella répond d'abord à une annonce de dactylo, qui se soldera par un échec. Ses tentatives pour s'insérer dans la vie active se heurtent à un mur. Rossella connaîtra l'envers du boom économique : des hommes d'affaires sans scrupules, des profiteurs, des arrivistes obsédés par les apparences, des métiers à la limite de la respectabilité, le mirage de l'argent facile.
Finalement, Rossella parvient au moins à trouver l'amour et la compréhension chez le jeune Giuliano, un idéaliste effrayé par l'appel au service militaire obligatoire qu'il vient de recevoir. Les deux jeunes envisagent également de se suicider, en guise de protestation sociale, mais finissent par y renoncer.

## Fiche technique
- Titre français : La Veine ou Le Pays de Cocagne[4]
- Titre original : La cuccagna[5]
- Réalisation : Luciano Salce
- Scénario : Alberto Bevilacqua, Goffredo Parise, Carlo Romano, Luciano Vincenzoni, Luciano Salce
- Musique : Ennio Morricone
- Photographie : Erico Menczer (it)
- Montage : Roberto Cinquini (it)
- Décors : Nedo Azzini (it)
- Costumes : Danilo Donati
- Production : Giorgio Agliani
- Société de production : Compagnia Internazionale Realizzazioni Artistiche Cinematografiche (CIRAC), Giorgio Agliani Cinematografica
- Pays :  Italie
- Genre : Mélodrame
- Durée : 95 minutes
- Dates de sortie : 
  - Italie : 2 octobre 1962 (Milan) ; 10 octobre 1962 (Turin) ; 11 octobre 1962 (Rome)
  - France : 8 janvier 1964[4]

## Distribution
- Donatella Turri : Rossella Rubinacci
- Luigi Tenco : Giuliano
- Umberto D'Orsi : Docteur Giuseppe Visonà
- Gianni Dei : Natalino
- Enzo Petito : Le père de Rossella
- Anna Baj : Martha
- Tony Dimitri : Oscar
- Elisa Pozzi : Diana
- Emilio Barrella : Campagnoli
- Fernando Cerulli : L'avocat sans le sou
- Livia Venturini : La sœur de Rossella
- Vera Drudi : La mère de Rossella
- Ivy Holzer : L'employée de la Pan American
- Jimmy il Fenomeno : Le photographe
- Piero Gerlini : L'architecte de la galerie d'art
- Consalvo Dell'Arti : Le publicitaire
- Corrado Olmi : L'ami industriel de Visonà
- Salvo Libassi : L'automobiliste accidenté
- Elvira Cortese : La prostituée
- Cesare Gelli : Le publicitaire à lunettes
- Luciano Bonanni : Le peintre en bâtiment
- Giulio Calì : Le veuf
- Vittorio Duse : Commissaire aux bonnes mœurs
- Ugo Tognazzi : Les dames avec la Maserati
- Luciano Salce : Le colonel au stand de tir
- Liù Bosisio : La religieuse